# Institut Barcelona d’Estudis Internacionals
Das Institut Barcelona d’Estudis Internacionals (IBEI) ist ein interuniversitäres Forschungsinstitut, aber auch ein Bildungszentrum für  weiterführende Postgraduiertenstudien mit Sitz in Barcelona. Das IBEI wurde 2004 von fünf öffentlichen Universitäten aus Barcelona (Universitat Pompeu Fabra, Universitat de Barcelona, Universitat Autònoma de Barcelona, Universitat Politècnica de Catalunya und Universitat Oberta de Catalunya) und der Stiftung CIDOB (Barcelona Centre for International Affairs), mit der Absicht die weiterführende Ausbildung und Forschung internationaler Beziehungen und verwandter Themen voranzutreiben, gegründet. Der gegenwärtige Institutsdirektor ist Laura Chaqués Bonafont.  Institutspräsident ist Jacint Jordana.

## Beschreibung
Das IBEI bietet verschiedene Postgraduate-Programme in seiner Anlage am Campus de Ciutadella der Universität Pompeu Fabra (UPF) an. Neben dem Master in Internationale Beziehungen, welcher seit dem Kursjahr 2004–05 angeboten wird, gesellen sich mittlerweile auch der Master in Internationaler Sicherheit (seit 2012–13), der Master Erasmus Mundus in Öffentlicher Politik – MUNDUS MAPP (seit 2012–13), sowie auch der Master in Internationaler Entwicklung (seit 2016–17). Alle Masterprogramme werden in englischer Sprache erteilt mit Ausnahme des Masters in Internationaler Beziehungen, welcher zweisprachig (Spanisch-Englisch) angeboten wird. Diese Programme werden vom IBEI abgehalten und verfügen über eine gemeinsame Titulierung der Universitat Pompeu Fabra, der Universitat de Barcelona und der Universitat Autònoma de Barcelona.
Das IBEI ist Mitglied der Association of Professional Schools of International Affairs (APSIA). Die verschiedenen Masterprogramme des IBEI sind als offizieller Master bestätigt. Die Studentenschaft zeichnet sich durch hohe Diversität an Herkunftsländern aus und jedes Jahr werden Studenten aus 35 unterschiedlichen Ländern zu den Programmen zugelassen. Die erhöhte Internationalisierung der am IBEI erteilten Masterprogramme wurde mit dem Erhalt der Etikette “International Master’s Programme” (“IMP2013”) anerkannt. Diese Etikette wurde von der DGU der Generalitat de Catalunya für den Universitätsmaster der Internationalen Beziehungen ausgegeben. Das IBEI hat seit seiner Gründung einen konstanten Zuwachs an Studenten verzeichnet und zählt ca. 150 matrikulierte Studenten in den Masterprogrammen.
Der Lehrkörper des IBEI zeichnet sich ebenfalls durch seinen internationalen Charakter aus und weist ein klares Forschungsprofil auf, sind doch mehr als 20 aktive Doktoren in unterschiedlichen Forschungsgruppen tätig. Neben den Institutseigenen Forschern werden hierbei auch jene am IBEI eingeschriebenen Professoren hinzugezählt, welche aus anderen Universitäten des Großraumes Barcelona stammen. Das Institut hat sich zu einer wichtigen wissenschaftlichen Einrichtung entwickelt, welche sich auf vier wesentliche Bereiche konzentriert: Regionalismus und globale Regierbarkeit, Vernetzungen und Einrichtungen in einer globalisierten Wirtschaft, Zusammenhänge zwischen Entwicklung und Sicherheit, sowie Macht und Multilateralismus in einer globalen Welt.
Das IBEI ist eines der nationalen und europaweiten Referenzzentren im Bereich der Politikwissenschaft und der Internationalen Angelegenheiten.

## Standort
Während der ersten zehn Jahre seines Bestehens, befand sich das IBEI in Barcelona in der Elisabets-Straße des Bezirks Ciutat Vella, im Raval-Viertel. Das aus dem 16. Jahrhundert stammende Gebäude liegt neben dem CIDOB und ist ein Teil des Komplexes "Casa de la Misericòrdia”, wo früher Waisenkinder zur Schule gingen. Seit September 2014 befindet sich das IBEI   am Campus de la Ciutadella der Universität Pompeu Fabra, zwischen der genannten UPF und dem Parc de la Ciutadella, gleich neben dem Zoo de Barcelona und dem Port Olímpic. Dieser Umzug war aufgrund des vorhergesehenen Wachstums des IBEIs notwendig geworden.
Das IBEI befindet sich in der Straße Ramón Trias Fargas 25–27 im Gebäude „Mercè Rodoreda“. Der Campus liegt nicht nur nahe der U-Bahn-Station „Ciutadella – Vila Olímpica“ und den Stationen der Straßenbahn (TRAM) „Wellington“ i „Ciutadella – Vila Olímpica“, sondern auch nahe der Busstationen „Marina – Doctor Trueta“, „Icària – Parc Carles I“ und „Sardenya – Pg. Pujades“. Das Institut teilt sich das Gebäude mit  Forschungsgruppen der Universität Pompeu Fabra und hat Zugriff auf alle Einrichtungen der Campusanlage, sowie auf die Bibliotheken der Universität von Barcelona (UB), der autonomen Universität von Barcelona (UAB) und der Universität Pompeu Fabra (UPF).

## Aufgabe
Das IBEI wurde erschaffen um die Wissenschaftserkenntnisse mit Hilfe der erweiterten Forschung und der Gründung der weiterführenden Postgraduiertenstudien voranzutreiben, in der Absicht das Verständnis der globalen Herausforderungen unserer Welt bezüglich Politik und internationaler Beziehungen zu erhöhen. Die Einrichtung wurde in Zusammenarbeit mit den öffentlichen Universitäten im Raum Barcelona, mit Hilfe einer interuniversitären Logik, kreiert und gilt als Referenz in  Europa was die Vorbereitung der nachkommenden Generationen betrifft, welche sich im Rahmen von internationalen Studien in Themen zur Lösung jener Herausforderungen, aber auch in der wissenschaftlichen Reflexion, einbringen. Deshalb werden Ausbildungsprogramme zur akademischen Exzellenz angeboten und auch international konkurrenzfähige Forschung produziert.

## Emblem

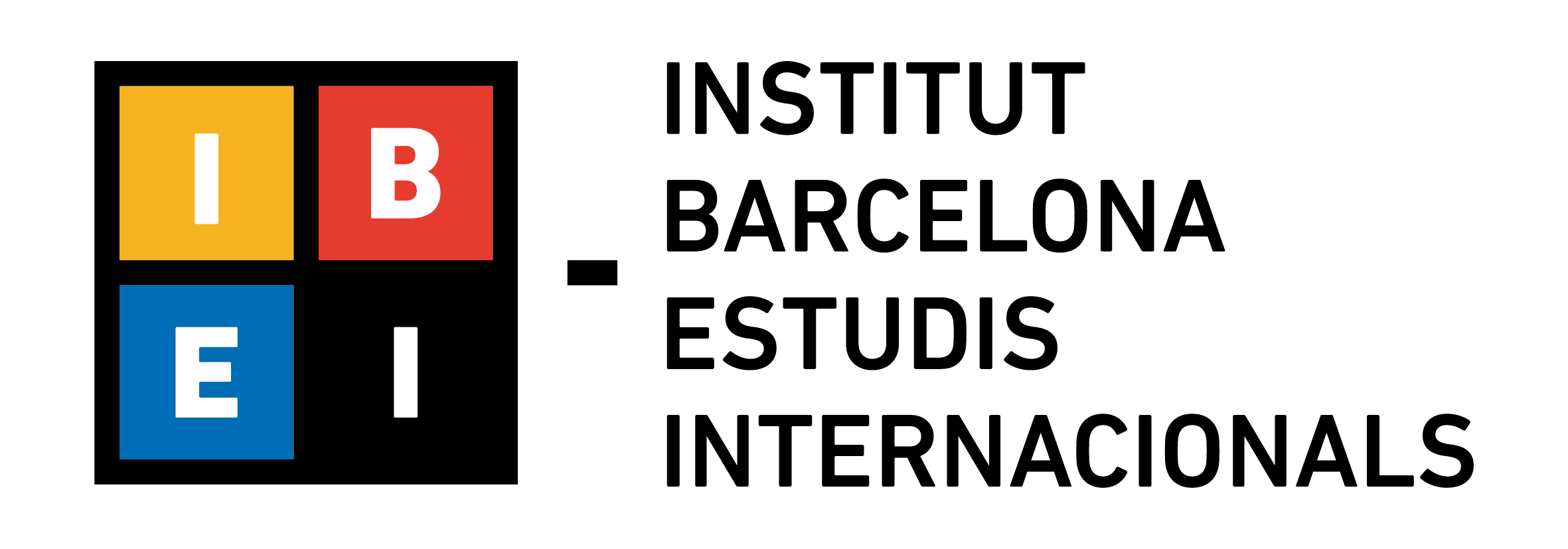
IBEI Emblem

Das Emblem des Instituts der Internationalen Studien Barcelona ist ein schwarzes, in vier gleich große Teile gegliedertes Quadrat. Jeder dieser vier Teile enthält einen Buchstaben der Abkürzung des Instituts, IBEI, in weißer Schrift. Jedes Quadrat hat eine unterschiedliche Farbe als Hintergrund: gelb, rot, blau und schwarz.

## Gesellschaftsform
Das Institut der Internationalen Studien Barcelona ist eine private Stiftung. Es handelt sich um eine Non-Profit-Organisation. Dieser Status ist im öffentlichen Gründungsblatt des IBEIs, sowie im Stiftungsregister der katalanischen Regierung  (Generalitat de Catalunya) festgehalten. Das IBEI zählt auf eigenständige Rechtswirksamkeit und Handlungsweise und gilt als interuniversitäres Forschungsinstitut, welches durch die Statuten seiner Stiftung, als auch durch die institutseigenen Regularien, geleitet wird.

## Organisation und Leitung
Das IBEI wird von Jacint Jordana, einem Professor für Politikwissenschaft und Verwaltung an der Universität Pompeu Fabra, geleitet. Sein Hauptforschungsbereich konzentriert sich auf die Analyse vergleichender öffentlicher Politiken, mit besonderem Augenmerk auf Regulierungspolitiken und deren spezialisierten Institutionen. Ehemaliger Ehrenpräsident ist Narcís Serra, ein spanischer Ökonom und Politiker, der unter anderem als Bürgermeister von Barcelona (1979–1982), Minister für Verteidigung Spaniens (1982–1991) und Vizepräsident der spanischen Regierung (1991–1995) tätig war.
Aktuell ist die Direktorin des Instituts Laura Chaqués Bonafont, Professorin für Politikwissenschaft an der Universität Barcelona.
Der Vorstand (Patronat) gilt als das wesentliche Verwaltungsorgan der Stiftung, während sich der Wissenschaftsrat um die akademischen Anliegen kümmert. Das IBEI stellt auch einen prestigeträchtigen, internationalen akademischen Rat, dessen Präsident Javier Solana ist. Dieser tritt jährlich zweimal zusammen um die strategische Ausrichtung auf mittlere und Lange Sicht zu debattieren.

## Qualität der Studienprogramme
Die am IBEI angebotenen Studienprogramme werden von einem internen System zur Qualitätsgarantie geleitet. Verantwortlich dafür ist der Wissenschaftsrat des IBEI, welcher die Zufriedenheit der Studierenden misst, aber auch den allgemeinen Ablauf der Studienprogramme kontrolliert. Die Kommission der Qualität der Studienprogramme ist die verantwortliche Einrichtung für die Abwicklung und Verfolgung der Studienprogramme des Instituts. Das Angebot des IBEI ist im Register der Universitäten, Lehrzentren und Titel des Ministeriums für Bildung der spanischen Regierung vermerkt.

## Förderung, Abkommen und akademische Mitwirkung
Das IBEI zählt auf die Förderung des Ajuntament de Barcelona, der Diputació de Barcelona, der Fundació “La Caixa”, der Generalitat de Catalunya und der Àrea Metropolitana de Barcelona, sowie auf die Unterstützung vieler anderer Firmen und Organisationen.
Das Institut weist auch Abkommen mit anderen Institutionen aus dem Forschungs- und Lehrbereich auf. Weiters ist das IBEI, neben der University of York und der Zentraleuropäischen Universität von Budapest Mitglied im Konsortium der Universitätseinrichtungen MUNDUS MAPP innerhalb des Programmes Erasmus Mundus der Europäischen Kommission. Zudem hat das IBEI zahlreiche weitere Zusammenarbeitsabkommen mit diversen akademischen Einrichtungen  aus Europa, Asien, Nord- und Südamerika, welche das Ziel der Entwicklung gemeinsamer Aktivitäten, des Austausches zwischen Studenten und Professoren, sowie anderer Initiativen der akademischen Zusammenarbeit verfolgt.

## Studienprogramme
Das akademische Angebot des IBEI bietet derzeit vier Kurse für Postgraduazionen an: Master in Internationaler Beziehungen, Master in Internationaler Sicherheit, Master Erasmus Mundus in Öffentlicher Politik (MUNDUS MAPP) und den Master in Internationaler Entwicklung. Des Weiteren werden auch Sommerkurse in den Interessensbereichen der internationalen Beziehungen und der internationalen Wirtschaftspolitik  organisiert. Die vorherrschende Unterrichtssprache ist Englisch, wenngleich auch der Master in Internationalen Beziehungen eine Option zur Zweisprachigkeit Englisch-Spanisch anbietet. Die Studierenden müssen eine vorangegangene Ausbildung und ein fortgeschrittenes Niveau der englischen Sprache aufweisen, um die Kurse immatrikulieren zu können.

### Master in Internationalen Beziehungen
Der Master in Internationalen Beziehungen ist das Programm mit der größten Anzahl an Studierenden und der erste am IBEI angebotene Masterkurs. Derzeit liegt die durchschnittliche Anzahl an matrikulierten Studenten bei 90 Teilnehmern pro Jahr, die 30 unterschiedliche Nationalitäten aufweisen.
Derzeit wird der Master in Englisch bzw. zweisprachig (Englisch-Spanisch) und in zwei Modalitäten (ein- oder zweijährig) angeboten. Das Programm weist drei Bereiche zur Spezialisierung auf: Wirtschaftspolitik der Entwicklung, globale Regierbarkeit und Frieden und Sicherheit. Das Programm arbeitet mit Fächerübergreifenden Themen und möchte damit den Studenten die Komplexität des aktuellen Weltgeschehens vermittelt. Weiters fördert diese Art des Lernens die Entwicklung notwendiger Qualitäten, um eine erfolgreiche Karriere in einem breiten Feld an akademischen und geografischen Möglichkeiten eines internationalen Umfeldes zu gewährleisten. Das IBEI zählt auf Abkommen mit verschiedenen internationale Organisationen, Non-Profit-Organisationen (NPO), öffentliche Verwaltungen und transnationalen Firmen, mit deren Hilfe die Studenten, innerhalb ihres gewählten Programms,  wertvolle Erfahrung in Praktika sammeln können.

### Master in Internationaler Sicherheit
Das Masterprogramm der Internationalen Sicherheit wird seit dem Kursjahr 2012–13 angeboten und weist eine durchschnittliche Studentenanzahl von 25, bei 15 unterschiedlichen Nationalitäten, auf.
Der Master wird auf Englisch und in der Modalität Vollzeit, also in einem Kursjahr, unterrichtet. Dieses akademische Programm stattet seine Studenten mit Kenntnissen in den Bereichen der Politikwissenschaft, Internationalen Beziehungen, Wirtschaftswissenschaften und Sicherheit aus. Dieses Wissen ist unabdingbar für jene Studenten die eine Karriere im Bereich Verteidigung und internationale Sicherheit verfolgen. Wie auch der Master in Internationalen Beziehungen, bietet der Master der Internationalen Sicherheit Berufspraktika bei externen Partnern an.

### Master in Internationaler Entwicklung
Der Master in Internationaler Entwicklung ist ein einjähriges Studienprogramm, welches seit dem Kursjahr 2016–17 unterrichtet wird. Sein fächerübergreifendes Programm ist darauf ausgelegt den Studenten Kenntnisse, aus einer internationalen Perspektive, in der Materie der Entwicklung  zu vermitteln. Professor Max Spoor stammt aus dem Institut der Sozialstudien der Erasmus Universiteit Rotterdam in Den Haag und ist nicht nur affilierter Professor des IBEI, sondern war auch Teil des für die Entstehung und Entwicklung des Programms verantwortlichen Komitees.

### Master Erasmus Mundus in Öffentlicher Politik (MUNDUS MAPP)
Das Programm Erasmus Mundus – Master in Öffentlicher Politik (Mundus MAPP) ist ein zweijähriges, internationales Programm, welches von der Europäischen Kommission unterstützt wird. Dieses Programm wird vom IBEI, der University of York, des Instituts der Sozialstudien von Den Haag und der Zentraleuropäischen Universität von Budapest veranstaltet. Die Studenten dieses Masters können aus den folgenden Fachgebieten ihre Spezialität auswählen: politische Ökonomie der Entwicklung, Governance und Entwicklung, europäische öffentliche Politik und globale öffentliche Politik. Der Master bietet ein kurseigenes, von der Europäischen Kommission finanziertes, Praktika-System an.

### Weiterbildungskurse
Das IBEI organisiert jährlich verschiedene Sommerkurse in den Themenbereichen internationale Beziehungen, globale Regierbarkeit und internationale Politikwirtschaft. In den vergangenen Jahren wurden die Kurse von akademischen Persönlichkeiten mit hohem internationalen Ansehen, wie zum Beispiel Helen Milner oder Andrew Moravcsik, unterrichtet. Zudem veranstaltet das IBEI, punktuell wie auch in periodischer Form, noch weitere akademische Aktivitäten zur Fortbildung. Davon hebt sich der Master in Diplomatie und Aussenhandlungen ab, welcher vom IBEI in Zusammenarbeit mit DIPLOCAT (Generalitat de Catalunya) veranstaltet wird. Weitere Aktivitäten stellen die Kurse aus dem Netzwerk Barcelona'gov dar, bei denen das IBEI, zusammen mit dem Rathaus von Barcelona, der Universität Pompeu Fabra und dem IGOP (Autonome Universität Barcelonas) Mitglied ist.

## Alte Forschungsprogramme
Es existieren drei Forschungsprogramme am IBEI: globale Regierbarkeit, Netzwerke und Institutionen einer globalisierten Wirtschaft, sowie Sicherheit, Macht und Multilateralismus in einer globalisierten Welt21. Der Großteil der Forschungsprojekte wird anhand von in Ausschreibungen zugeteilten Forschungsprojekten finanziert, die vor allem von der Europäischen Kommission, der spanischen Regierung (Gobierno de España), der autonomen katalanischen Regierung (Generalitat de Catalunya) und anderen öffentlichen und privaten Einrichtungen promoviert werden. Das IBEI hat seit 2008 die Finanzierung für ca. 30 Projekte erhalten.
Das IBEI legt speziellen Wert auf jene Fragen die sich mit den existierenden Herausforderungen ein internationales System zu schaffen, welches Multipolar ist und für mehr Ausgeglichenheit sorgt, beschäftigen. Die wissenschaftliche Produktion des Instituts konzentriert sich darauf die Interessen und Besorgnisse der aktuellen Gesellschaft mit den vorherrschenden Dynamiken der Globalisierung und Internationalisierung zu verknüpfen. Des Weiteren werden Austausch und Zusammenarbeit mit anderen Zentren und Forschern angestrebt, um die Produktion und Verbreitung einer Qualitätsforschung voranzutreiben.
Das IBEI hat Forschungsprojekte mit internationalen Arbeitsgruppen durchgeführt, wie zum Beispiel die Projekte CONSENSUS, EUCROSS, BEUCITIZEN oder TRANSCRISIS, welche von der Europäischen Kommission finanziert wurden, oder auch die Projekte EU-PERFORM, EUMARR oder GLOBALDEMOS, welche von der spanischen Regierung finanziert wurden. Zudem verfügt das IBEI über eine Serie von working papers die akademische Dokumente zu jenen Projekten und Untersuchungen die noch im Gange sind verbreiten. Alle zwei Jahre veröffentlicht das IBEI einen Geschäftsbericht, welcher die Forschungsaktivitäten und -ergebnisse des Instituts beinhaltet.

## Personal
Das Stammpersonal des IBEI umfasst etwa 20 Professoren und Forscher, welche mit etlichen postdoktorierten Forschern, nicht kontinuierlichen Professoren und anderen externen Mitarbeitern komplementiert wird.